# Planet Group Arena
Die Planet Group Arena ist ein Fußballstadion in der belgischen Stadt Gent, Provinz Ostflandern. Der Bau in der Teilgemeinde Gentbrugge ist die Heimat des Fußballvereins KAA Gent. Zunächst trug der Stadionbau den Namen Arteveldestadion nach dem in Gent geborenen Jacob van Artevelde.

## Geschichte
Die Anfänge des neuen Stadions gehen in das Jahr 2003 zurück. Am 12. Mai gab die Stadt Gent in einer Pressekonferenz bekannt, dass ein neues Fußballstadion gebaut wird. Als Standort wurde die alte Großmarkthalle der Stadt ausgewählt. Am Gelände führt verkehrsgünstig die Ringautobahn R 4 vorbei und verbindet sich in der Nähe am Autobahnkreuz A 10 und A 14. Eine Fertigstellung war für die Saison 2006/07 vorgesehen. Für den KAA Gent bietet der Neubau bessere Einnahme- und Vermarktungsmöglichkeiten als im 1920 erbauten Jules Ottenstadion. Zudem fällt das Problem der Anwohner weg, da das alte Stadion inmitten von Wohnhäusern liegt.
Der Zeitplan geriet aber stark in Verzögerung. Gründe dafür waren unter anderem eine negative Umweltverträglichkeitsprüfung und Streit mit der nahegelegenen Universitätsklinik UZ Gent wegen befürchteter Lärmbelästigung durch Bau und Betrieb der Arena. Im Jahr 2009 plagten den KAA Gent finanzielle Nöte. Über die Finanzierung der Baukosten von 50 Mio. Euro konnten sich Verein und die Stadt erst Mitte 2010 einigen. Ein neuer Termin mit dem Bauende 2012 wurde anvisiert, doch erst 2011 konnte der Bau gestartet werden.
Die Planet Group Arena bietet den Besuchern 20.000 überdachte Plätze. Zu ihnen gehören 1.200 Business-Sitze und 20 Logen, genannt Skyboxes, zu denen je 12 Plätze gehören. Für Rollstuhlfahrer stehen je nach Nachfrage für das Heimteam 22 bis 66 und für auswärtige Besucher 10 bis 30 Plätze zur Verfügung. Auch an hörgeschädigte und blinde Besucher wurde mit speziellen Plätzen gedacht. Im ganzen Stadion befinden sich Kioske und Verkaufsstände für Essen und Trinken. Am Haupteingang ist der Fanshop des KAA Gent zu finden. 
Die Außenfassade besteht größtenteils aus verglasten Fensterflächen. Im direkten Stadionbereich stehen insgesamt 2.200 PKW-Parkplätze (inklusive 400 oberirdisch und 1.100 unterirdischen sowie 78 Behindertenplätzen) bereit. Hinzu kommen 800 Abstellplätze für Fahrräder. Des Weiteren werden Shuttlebusse und Fahrgemeinschaften angeboten.
Ende Mai 2013 wurde bekanntgeben, dass die Namensrechte an der Arena an die Immobiliengesellschaft Ghelamco Group verkauft wurden. Damit heißt die Sportstätte Ghelamco Arena.
Die 80 Millionen Euro teure Spielstätte der Buffalos wurde am 17. Juli 2013 offiziell mit einem Freundschaftsspiel gegen den VfB Stuttgart eingeweiht. Die Hausherren bezwangen einen schwachen VfB mit 2:0 Toren.
Am 30. Juni 2023 lief der Vertrag mit Ghelamco über die Namensrechte für das Stadion aus. Ab der Saison 2023/24 wurde der Name in KAA Gent Arena geändert, bis ein neuer Namenssponsor gefunden wurde. Am 2. April 2024 wurde bekannt gegeben, dass das Stadion fortan Planet Group Arena heißen wird, nachdem der Klubeigentümer Sam Baro auch die Namensrechte für das Stadion erworben hatte.

## Arteveldepark
Zum Komplex Arteveldepark gehören neben dem Stadion unter anderem zwei zehnstöckige Bürohochhäuser namens Blue Towers mit rund 13.000 bzw. 15.000 Quadratmeter Nutzfläche, ein Hotel und ein Baumarkt mit mehr als 14.000 Quadratmeter Verkaufsfläche. Ende März 2014 zogen die ersten Firmen in die Büroräume der Blue Towers ein. Der Bau des Vier-Sterne-Hotels mit 260 Zimmern hat inzwischen begonnen und sollte bis Mitte 2015 abgeschlossen sein.

## Galerie

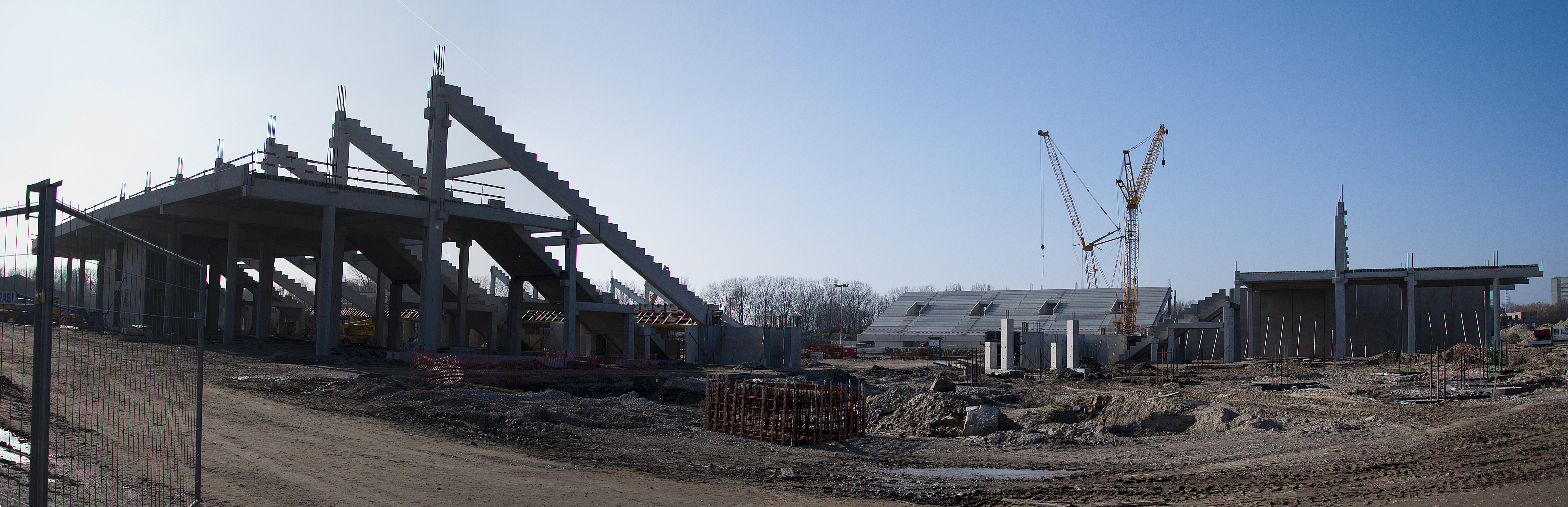
Die Baustelle im März 2012
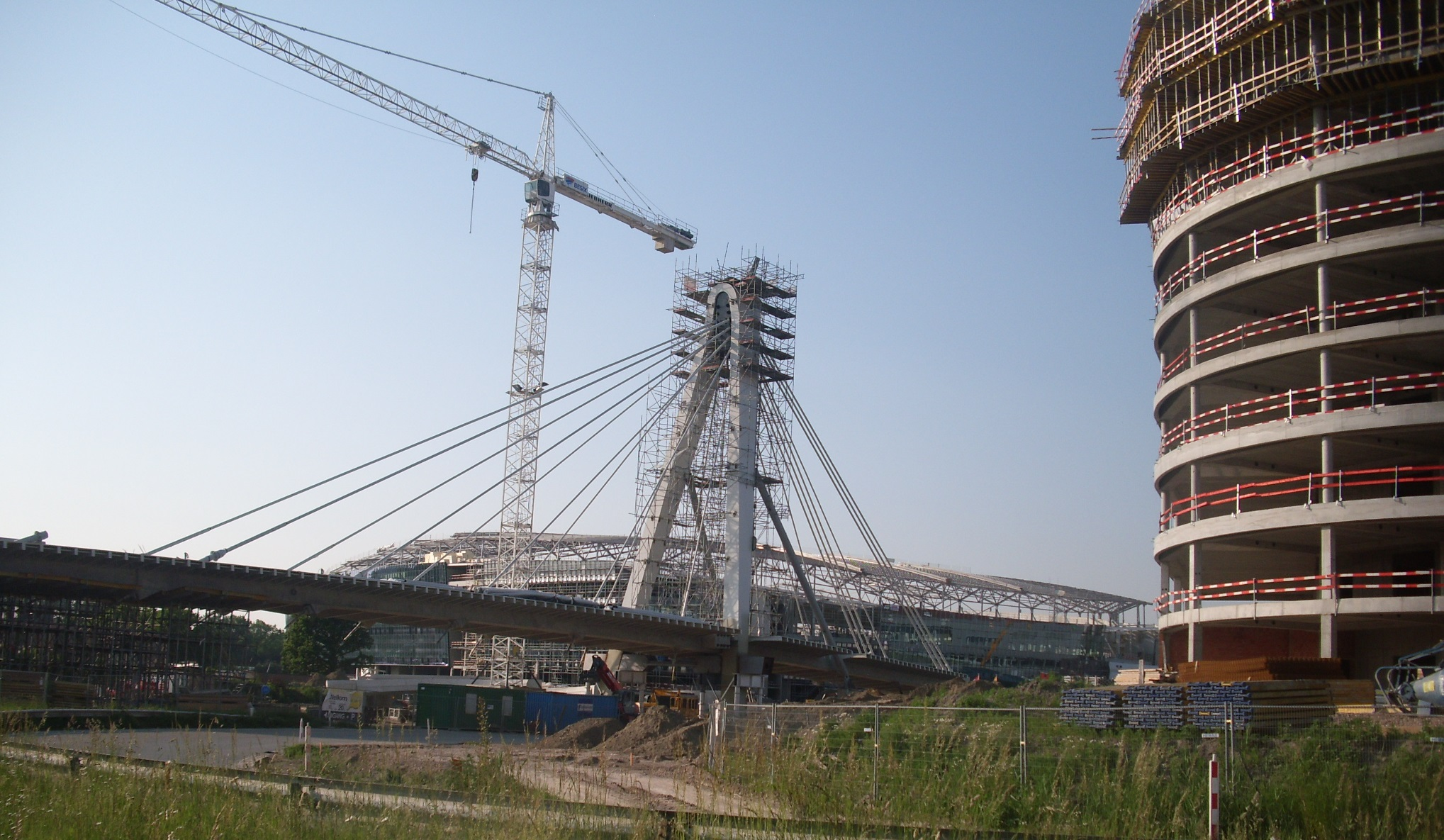
Das Stadion hinter der Brücke über den Ringvaart von Gent im Juni 2013
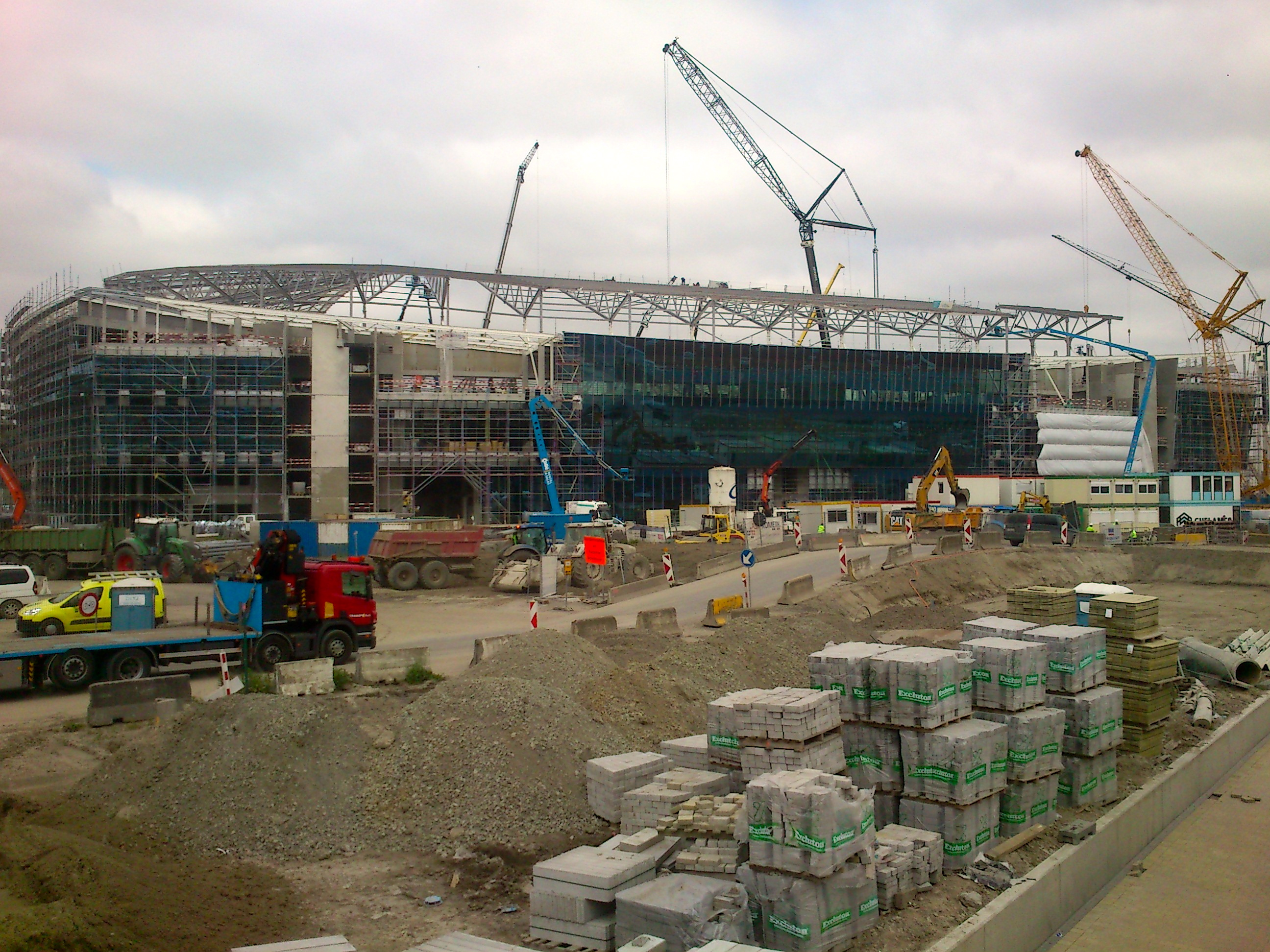
Die Baustelle am 4. Juni 2013
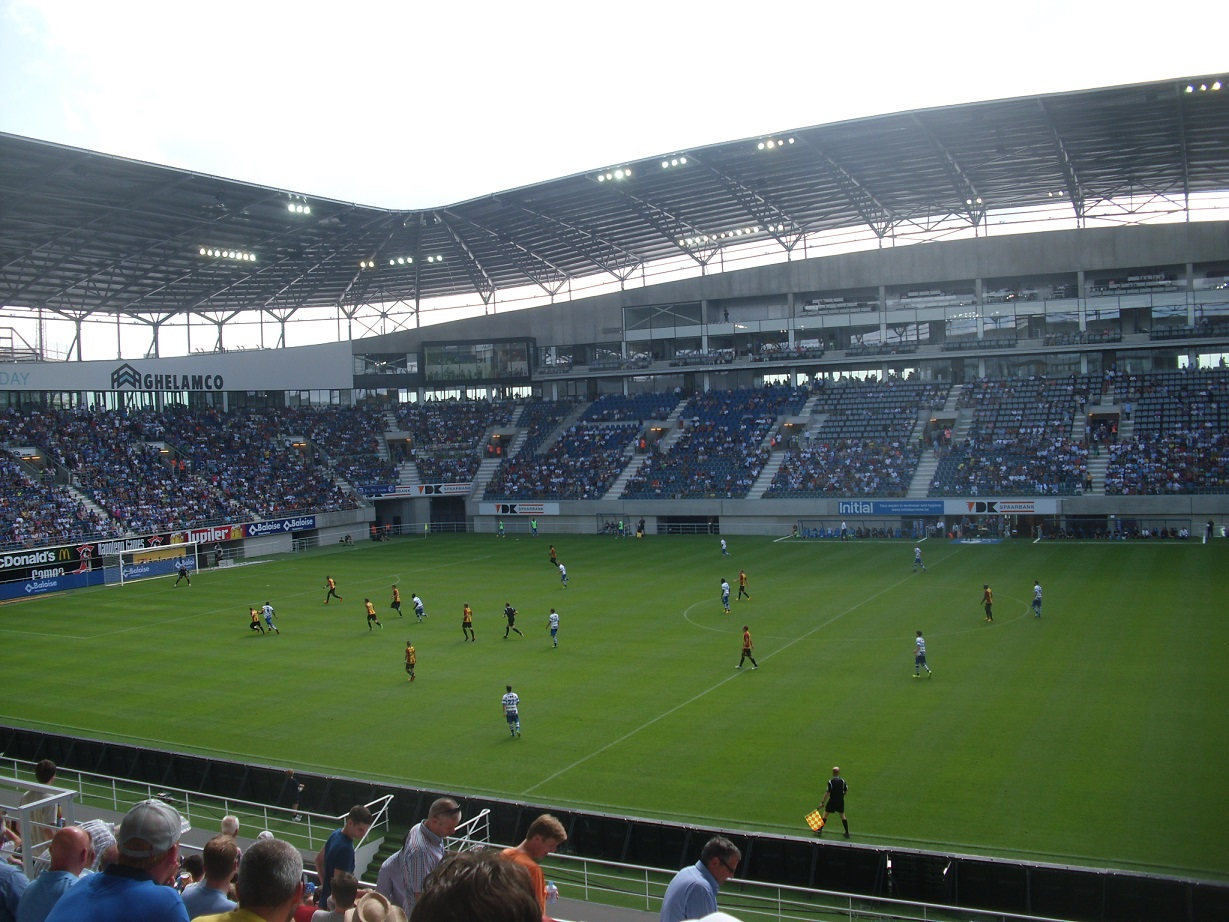
Der Stadioninnenraum (August 2013)
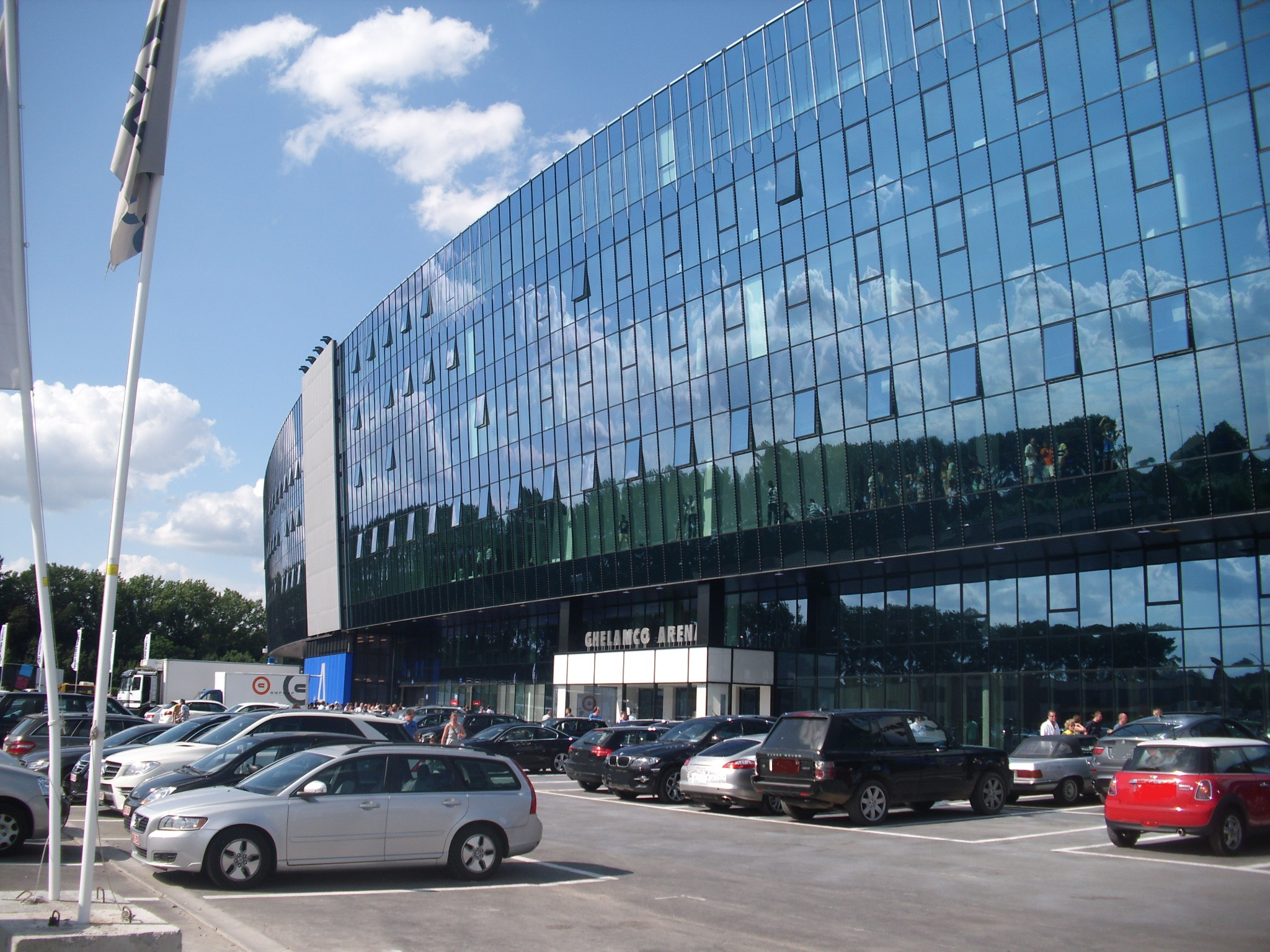
Der Haupteingang der Arena (August 2013)
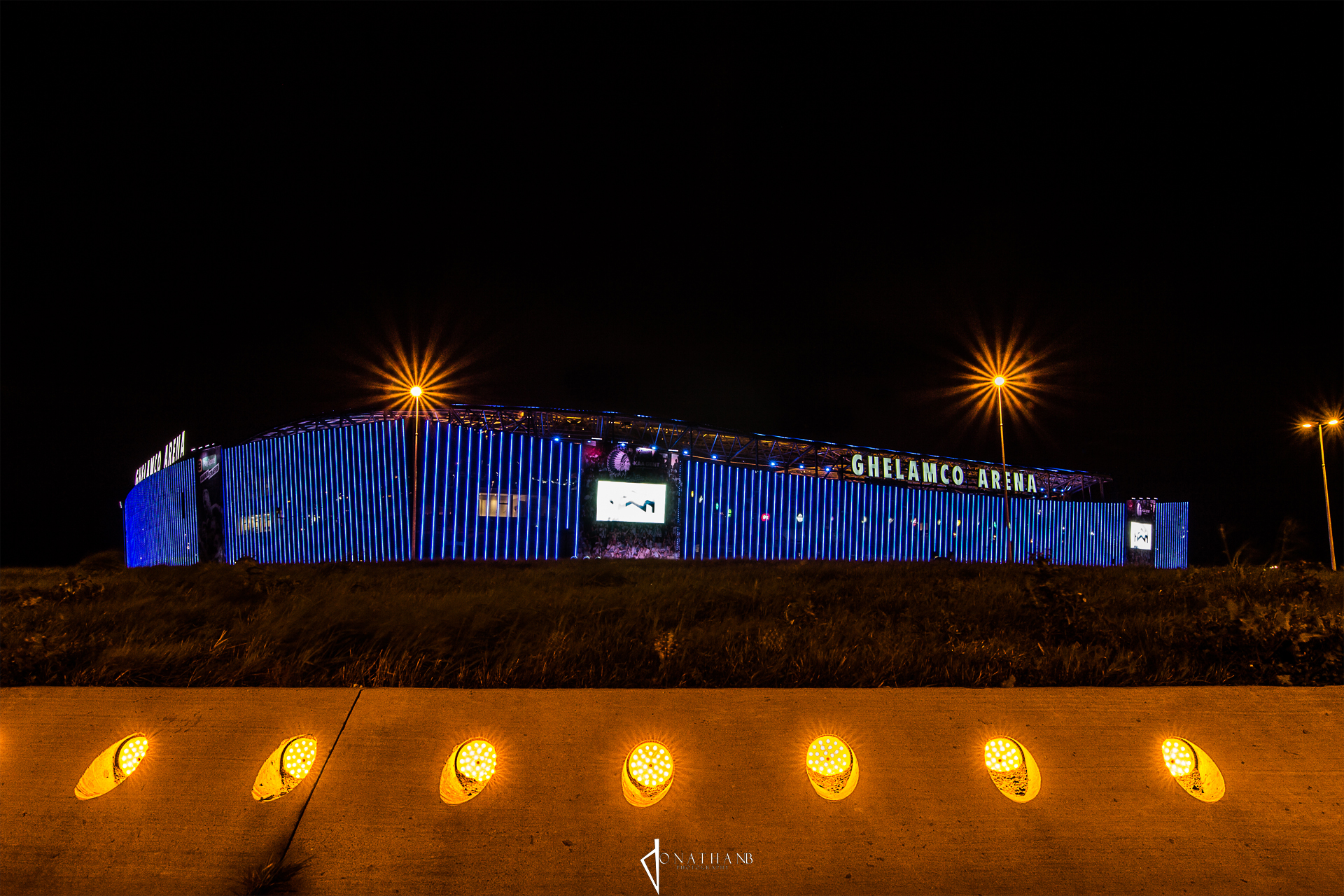
Die beleuchtete Arena im Dezember 2015
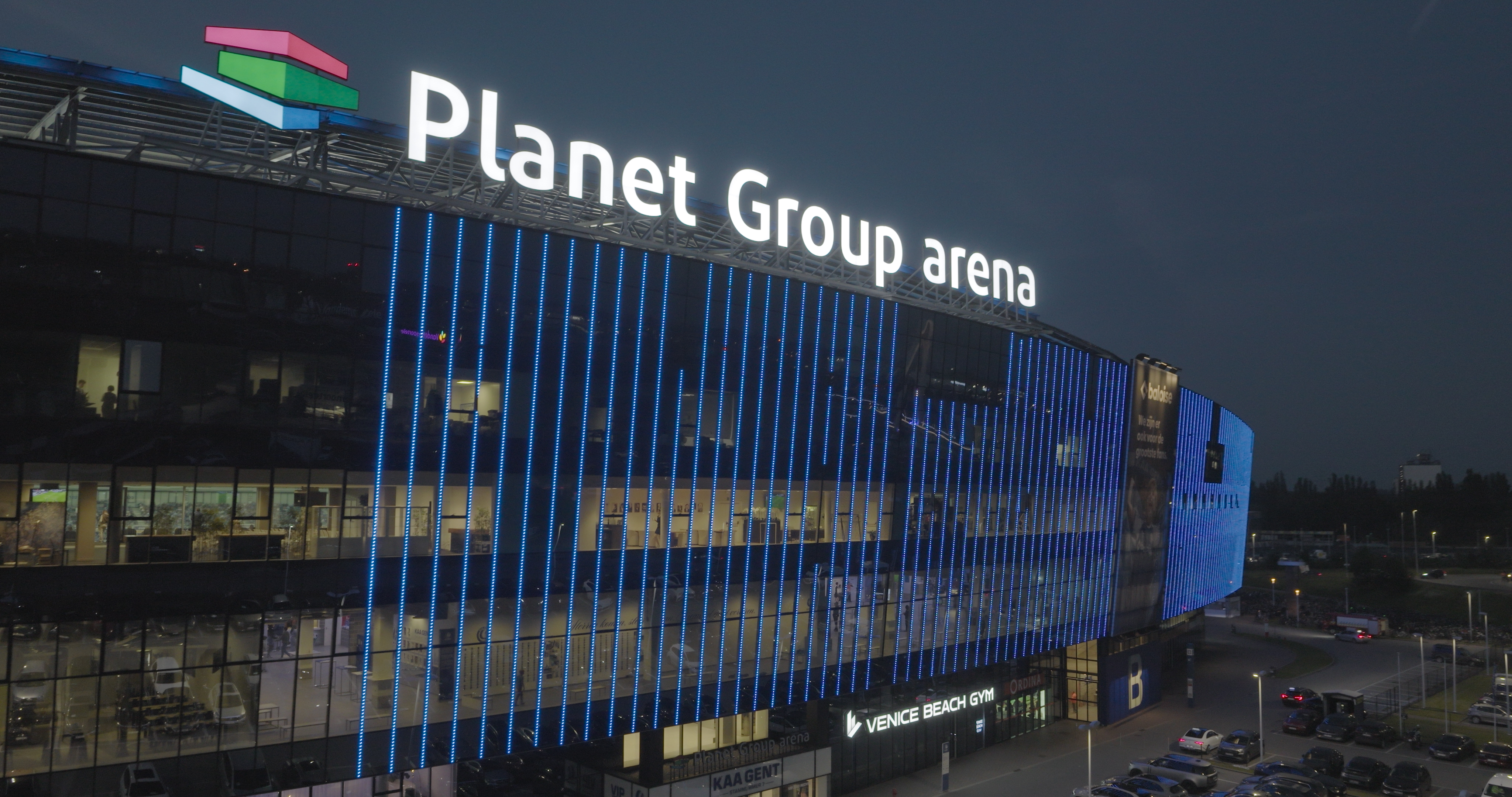
Die Fassade im September 2024
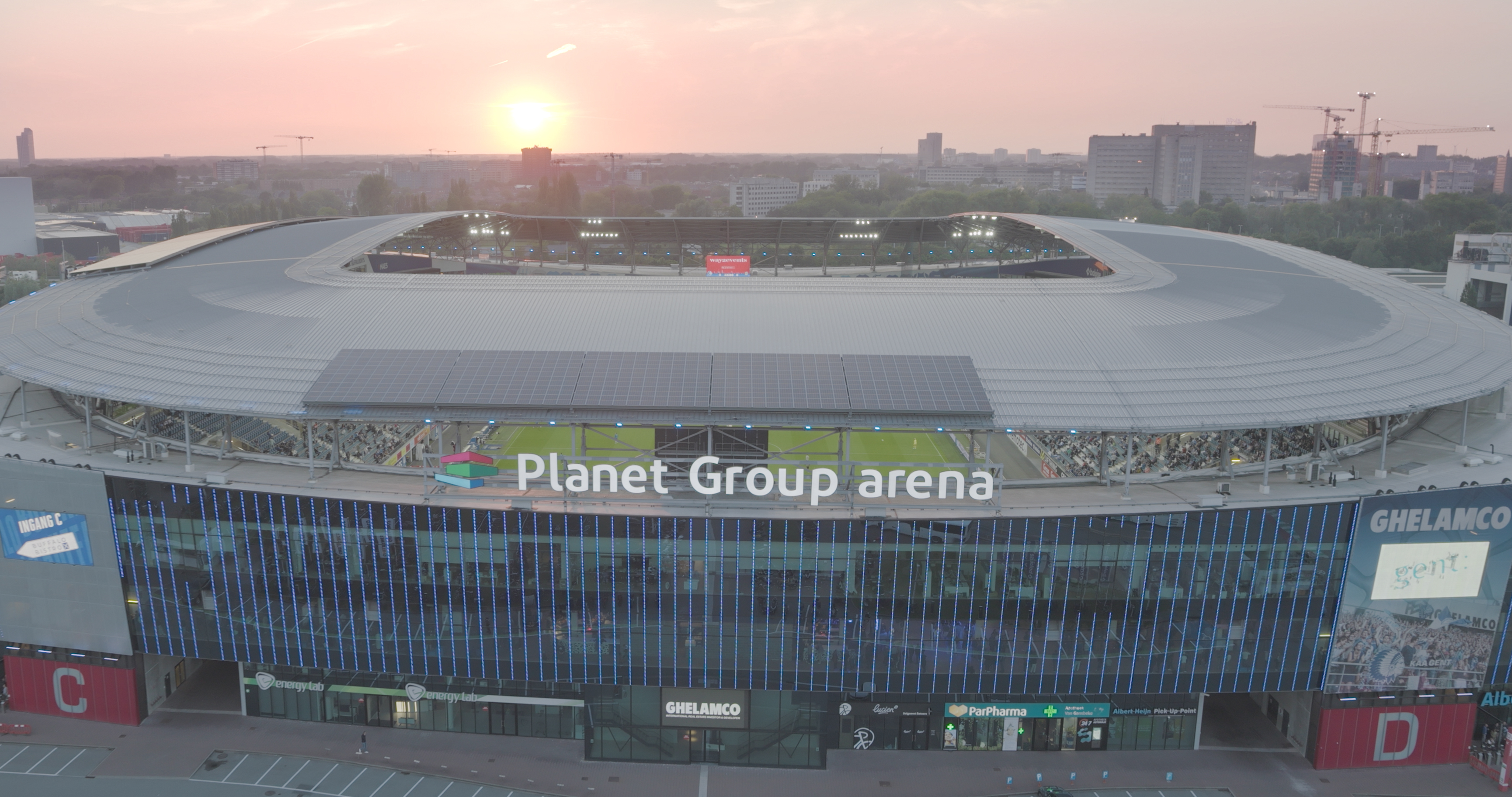
Das Stadion im Sonnenuntergang (September 2024)